# Alex G. Spanos Stadium
Alex G. Spanos Stadium, anteriormente conhecido como Mustang Stadium, é um estádio multiuso com capacidade para 22.000 pessoas no campus da California Polytechnic State University (Cal Poly), San Luis Obispo, no estado da Califórnia, EUA . O estádio leva o nome de Alex Spanos, um ex-aluno da Cal Poly, desenvolvedor imobiliário bilionário americano, fundador da AG Spanos Companies e proprietário majoritário do Los Angeles Chargers da National Football League (NFL).

## História e renovação

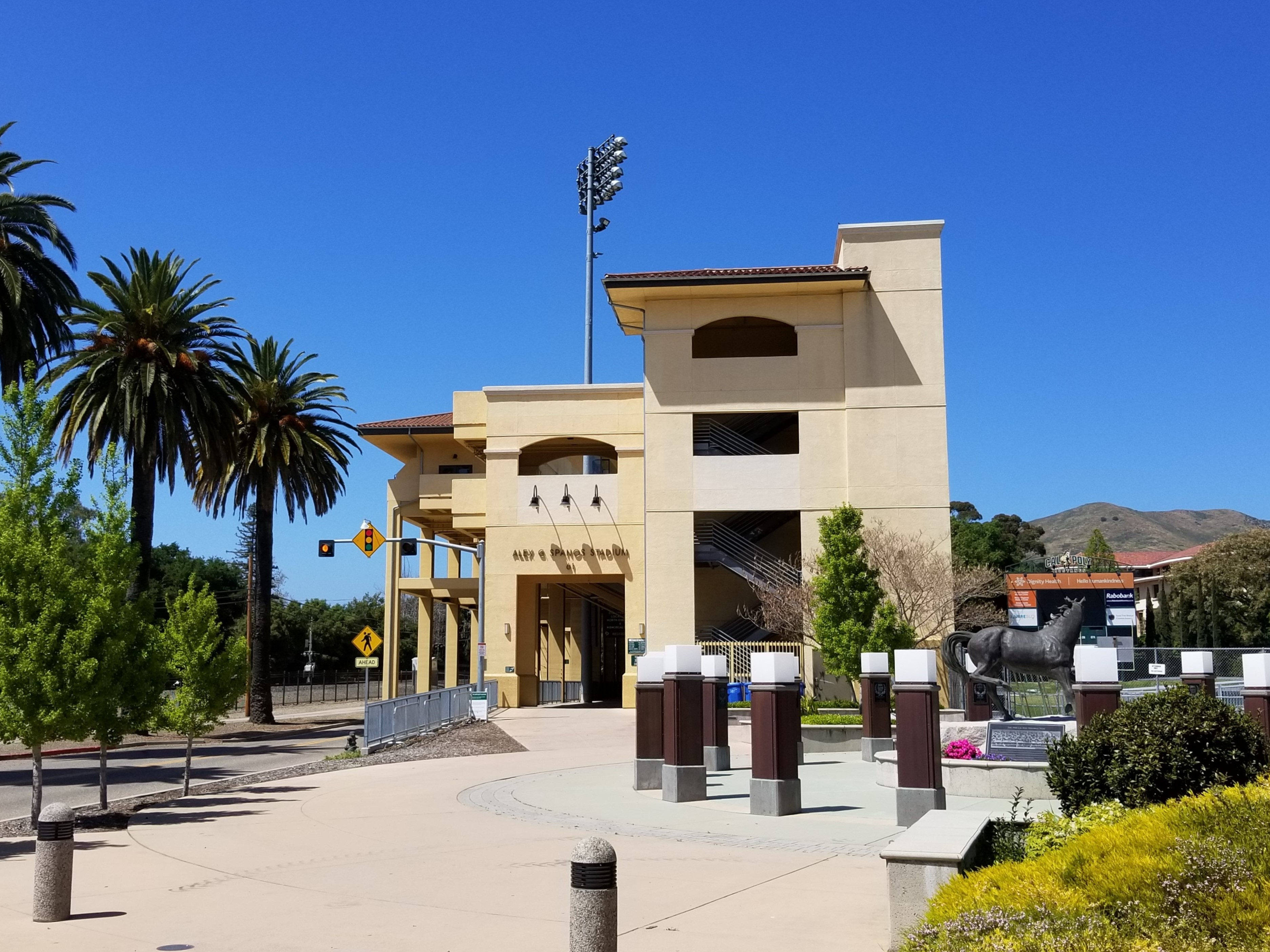
Arquibancada do estádio Alex G. Spanos

Inaugurado originalmente em 1935,  o estádio de 8.500 lugares foi ampliado em 2006 para sua capacidade atual. Além disso, o estádio foi renomeado como Estádio Alex G. Spanos após Alex Spanos em uma cerimônia em 18 de novembro de 2006.  O reconhecimento e a subsequente mudança de nome foram resultado de uma doação de US $ 4 milhões para renovar o Mustang Stadium pelo Sr. Spanos. Isso marcou a maior doação individual na história da escola, na época. 
Em 2013, a Cal Poly substituiu os suportes da zona sul por suportes permanentes de alumínio. A Cal Poly havia alugado os estandes anteriores desde meados da década de 1990. Como resultado, espera-se que a construção de arquibancadas permanentes economize dinheiro ao longo do tempo. Essas arquibancadas também melhoraram o acesso para deficientes. Além disso, a Cal Poly renovou a parte inferior da linha lateral leste mais antiga para adicionar assentos para deficientes e melhorar a acessibilidade e a saída. As novas arquibancadas do sul aumentaram a capacidade em 345 assentos, enquanto a renovação das arquibancadas do leste não resultou em nenhum aumento ou diminuição de assentos. 
As propostas para aumentar ainda mais a capacidade do estádio para 22.000 foram consideradas pela primeira vez em 2013. 

## Clubes
O time de futebol americano da Cal Poly Mustangs, bem como os times de futebol masculino e feminino da Cal Poly Mustangss, jogam seus jogos em casa no Estádio Alex G. Spanos. Em 17 de outubro de 2008, um recorde de 11.075 pessoas viu a UC Santa Barbara derrotar o futebol masculino da Cal Poly por 1 a 0 na prorrogação dupla, a terceira maior multidão na história da NCAA para um jogo fora de torneio. 